# 鐵窗沉冤
《鐵窗沉冤》（英語：The Big Guy）是一部1939年的美國犯罪電影，由亞瑟·盧賓執導，主演是維多·麥克勞倫和賈克·古柏。

## 演員
- 維多·麥克勞倫 飾 Warden Bill Whitlock
- 賈克·古柏（英语：Jackie Cooper） 飾 Jimmy Hutchins
- 歐娜·蒙森（英语：Ona Munson） 飾 Mary Whitlock
- 佩吉·莫蘭（英语：Peggy Moran） 飾 Joan Lawson
- 艾華·布羅菲（英语：Edward Brophy） 飾 Dippy
- 喬納森·海爾（英语：Jonathan Hale） 飾 Jack Lang
- 羅素·希克斯（英语：Russell Hicks） 飾 Lawson
- 沃利斯·克拉克（英语：Wallis Clark） 飾 地方檢察官
- Alan Davis 飾 Joe
- 莫瑞·阿柏（英语：Murray Alper） 飾 Williams
- 艾華·鮑萊（英语：Edward Pawley） 飾 Buckhart
- George McKay 飾 Buzz Miller

## 外部連結
- 互联网电影数据库（IMDb）上《鐵窗沉冤》的资料（英文）